# Vexillum ebenus
Espèce
Vexillum ebenus, la Mitre ébène, est une espèce de mollusques gastéropodes de la famille des Costellariidae.
- Répartition : Méditerranée et Atlantique d’Europe occidentale ; vit parmi la végétation des fonds rocheux.
- Longueur : 2 cm à 3 cm. Ce coquillage est très foncé ou noir avec des lignes blanches.

## Sources
- Arianna Fulvo et Roberto Nistri (2005). 350 coquillages du monde entier. Delachaux et Niestlé (Paris) : 256 p.  (ISBN 2-603-01374-2)
- Giorgio Gabbi (ill. Monica Falcone), Coquillages : étonnants habitants des mers, Éditions White Star, 2008, 168 p.  (ISBN 978-88-6112-131-7), Coquillages du monde : Vexillum ebenus - Mitre ébène page 149.